# Џун Хавок
Џун Хавок (енгл. June Havoc; Ванкувер, 8. новембар 1912 — Вилтон, 28. март 2010) је била америчка глумица.

## Филмографија
| Улоге Џун Хавок |                      |               |       |          |
| Година          | Српски назив         | Изворни назив | Улога | Напомена |
| 1947.           | Џентлменски споразум |               |       |          |